# エスポー (フィンランド)
エスポー（フィンランド語: Espoo [ˈespoː]、スウェーデン語: Esbo [ˈesːbo, ˈɛ̌sːbɔ] ( 音声ファイル)（エースボ））は、フィンランド南部の都市。
ウーシマー県に位置し、フィンランド湾に面する。首都のヘルシンキに隣接し、ヘルシンキ都市圏の一部として成長し、現在フィンランドで2番目に人口の多い自治体となっている（2021年時点で29万7354人）。ヘルシンキ郡に属し、東にヘルシンキ市が、北北東にヴァンター市がそれぞれ隣接し、また、カウニアイネン市を取り囲む位置関係にある。またヌルミヤルヴィ、ヴィヒティ、キルッコヌンミとも接している。北西部にはヌークシオ国立公園がある。
ヘルシンキ市に近い南東部のオタニエミ地区（Otaniemi）にはアールト大学が、同じくヘルシンキ市に近い南東部のケイラニエミ地区（Keilaniemi）にはノキア、コネ、フォータム、ネステ、フィスカースといった世界的な大企業の本社がある。

## 交通
ヘルシンキ近郊列車が市内とヘルシンキ中央駅までを運行しているほか、ヘルシンキ地下鉄が2017年にエスポー市南部のマティンキュラ（Matinkylä）まで、2022年にはキベンラハティ（Kivenlahti）まで延伸開業した。2023年10月にはヨケリ・ライトレールが開通した。

## エスポー出身の人物
- チルドレン・オブ・ボドム (ヘヴィメタル・バンド)
  - アレキシ・ライホ (ボーカリスト、ギタリスト)
  - ヘンカ・ブラックスミス (ベーシスト)
  - ヤンネ・ウィルマン (キーボーディスト)
  - ヤスカ・ラーチカイネン (ドラマー、出生はラッペーンランタ)
  - アレクザンダー・クオファラ (元ギタリスト)
- アキ・ハカラ (ザ・ラスマスのドラマー)
- J.J.レート (F1ドライバー)
- キミ・ライコネン (F1ドライバー、WRCドライバー)
- イェレ・レティネン (アイスホッケー選手)
- ラウラ・レピスト (女子フィギュアスケート選手)
- マルクス・ヒルヴォネン（ドラマー、幼少期にヨエンスーへ転居）
- カルデミンミット (カンテレを演奏するフォークソングバンド)
- ヨーナス・スオタモ (バスケットボール選手、俳優)

## 姉妹都市
- アーヴィング、アメリカ合衆国
- エステルゴム、ハンガリー
- ガッチナ、ロシア
- キューゲ、デンマーク
- クリスチャンスタッド、スウェーデン
- コングスベル、ノルウェー
- 上海、中華人民共和国
- ソイザウルクロウクル、アイスランド
- ソチ、ロシア
- ノッメ、エストニア

## スポーツ
エスポーを本拠地に置くサッカークラブチームにFCホンカが存在し、2008年シーズンはヴェイッカウスリーガ（1部相当）に所属している。

## ギャラリー

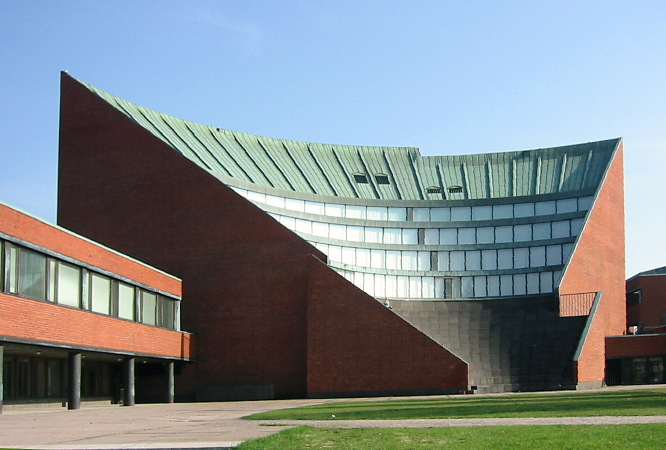
アールト大学オタニエミキャンパス
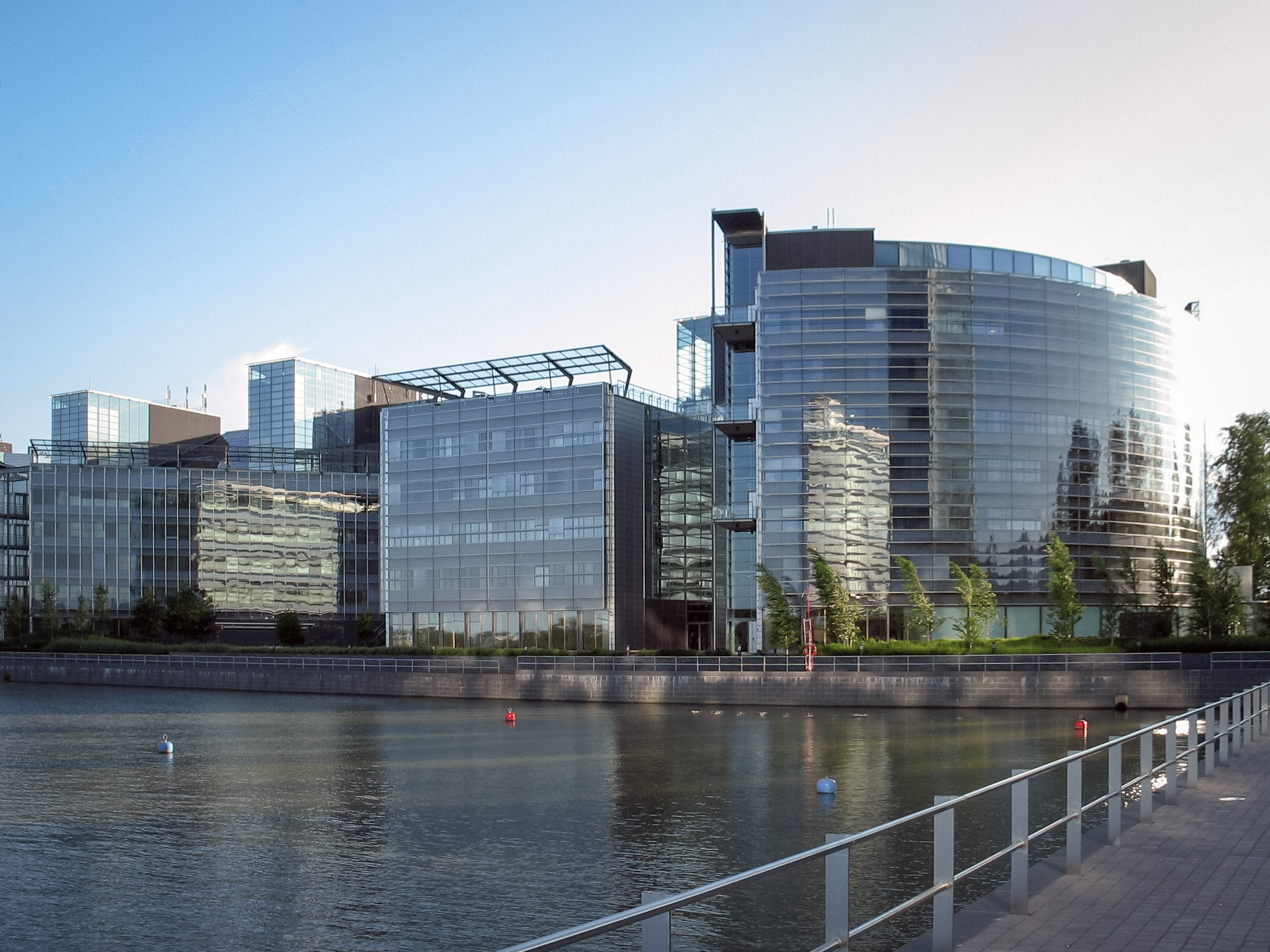
ノキア本社
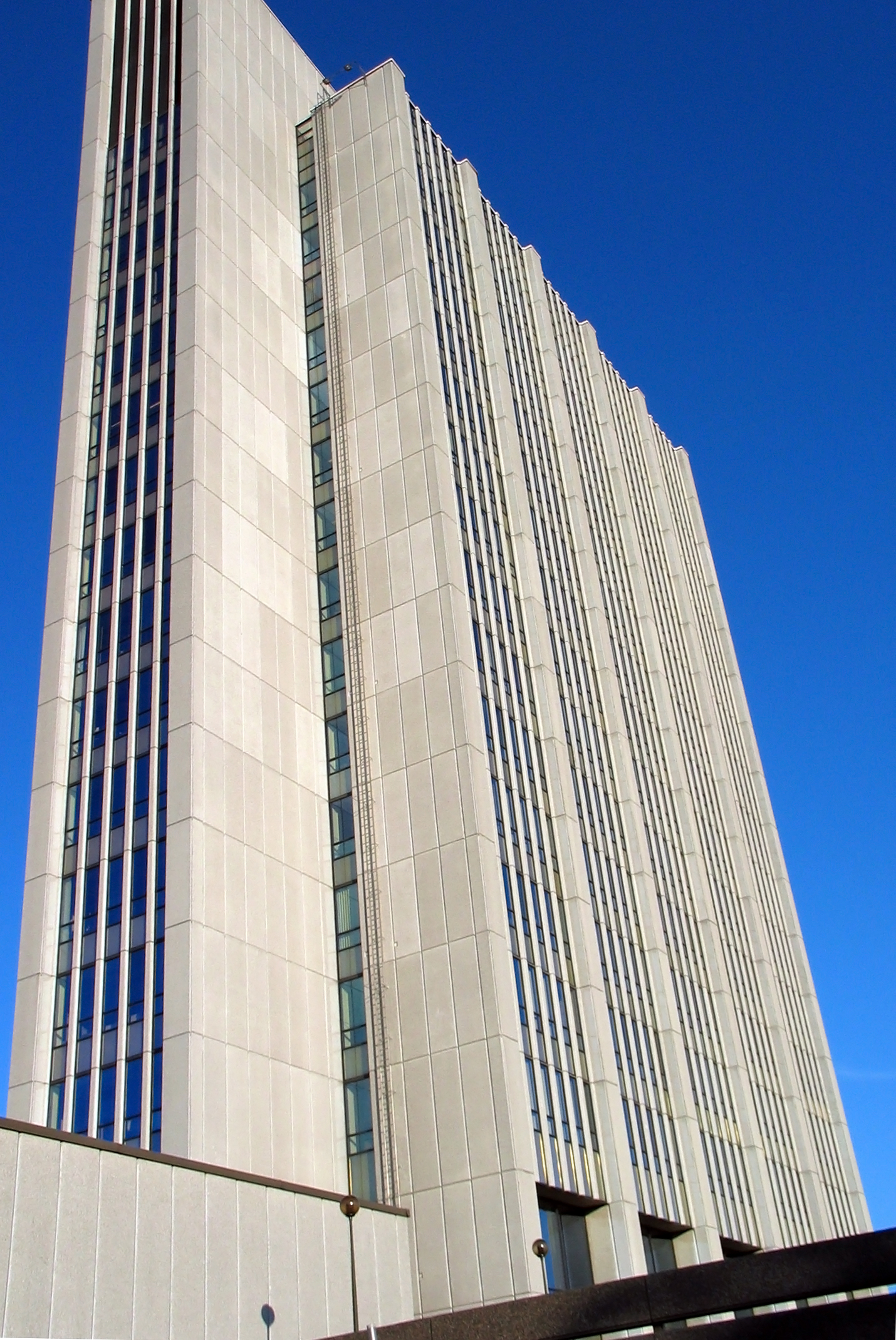
フォータム本社
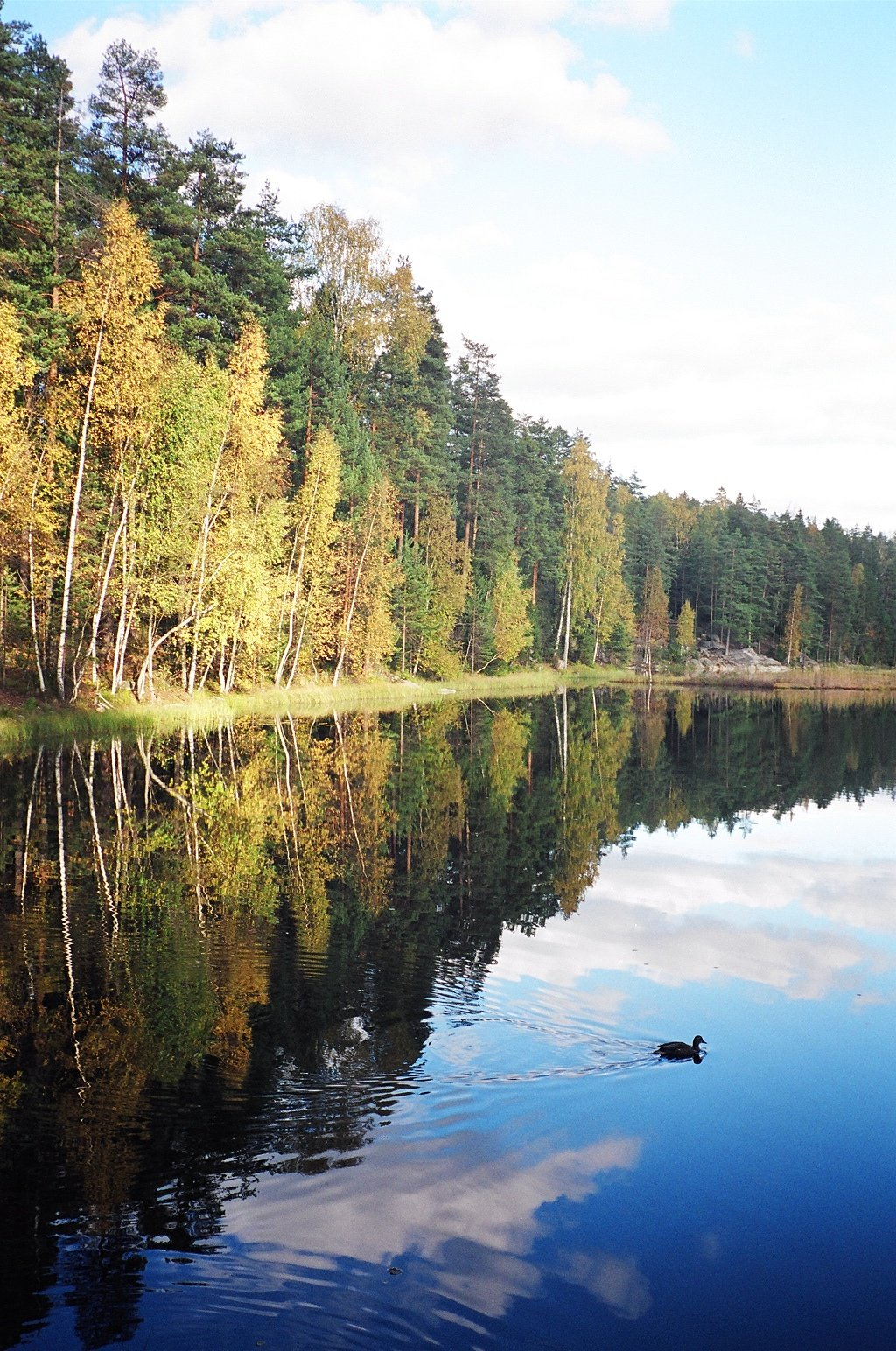
ヌークシオ国立公園
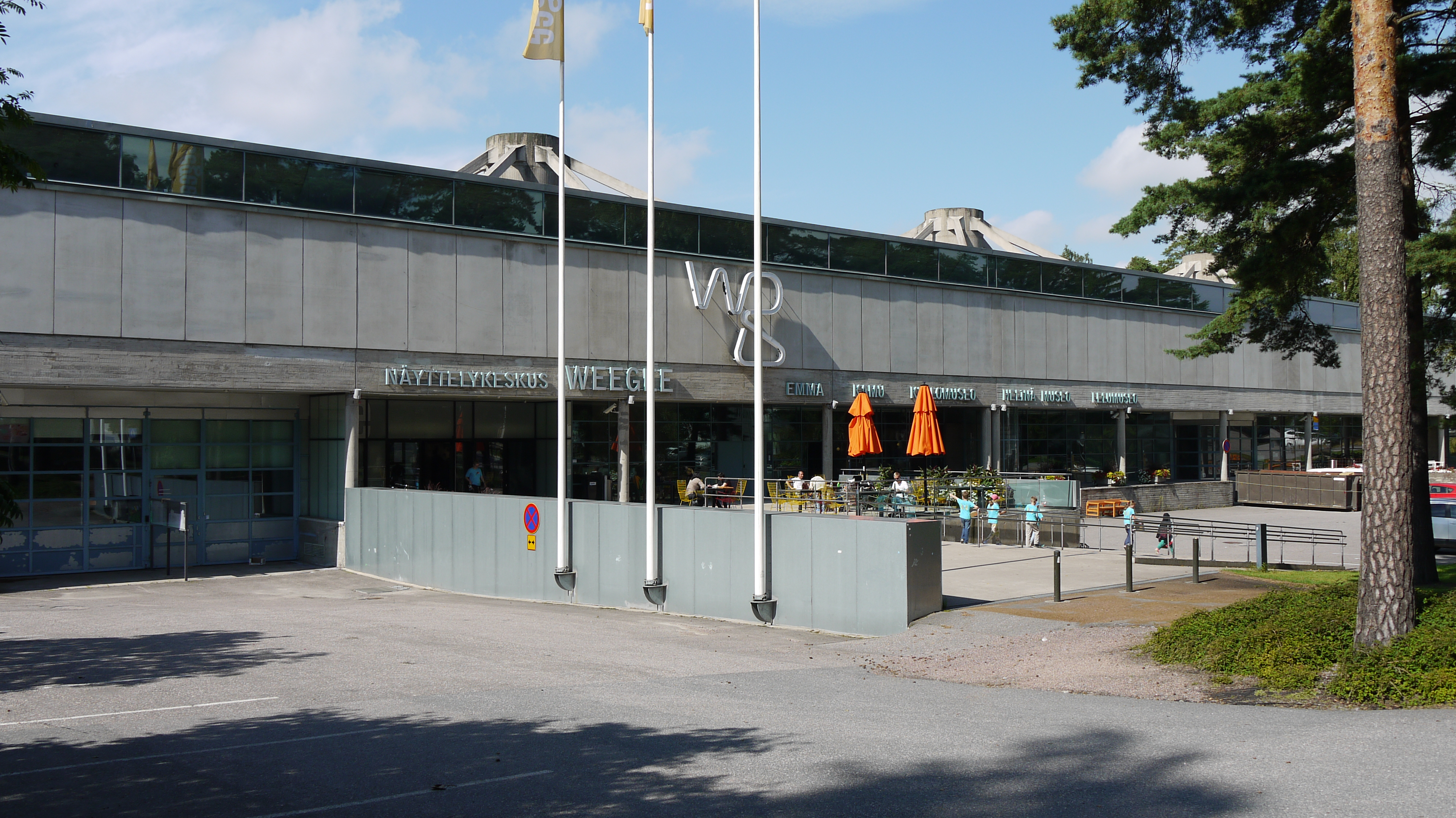
エスポー近代美術館